# Veilchengewächse
Die Veilchengewächse (Violaceae) sind eine Pflanzenfamilie innerhalb der Ordnung der Malpighienartigen (Malpighiales). Die in Mitteleuropa bekannteste Gattung sind die Veilchen (Viola).

## Beschreibung

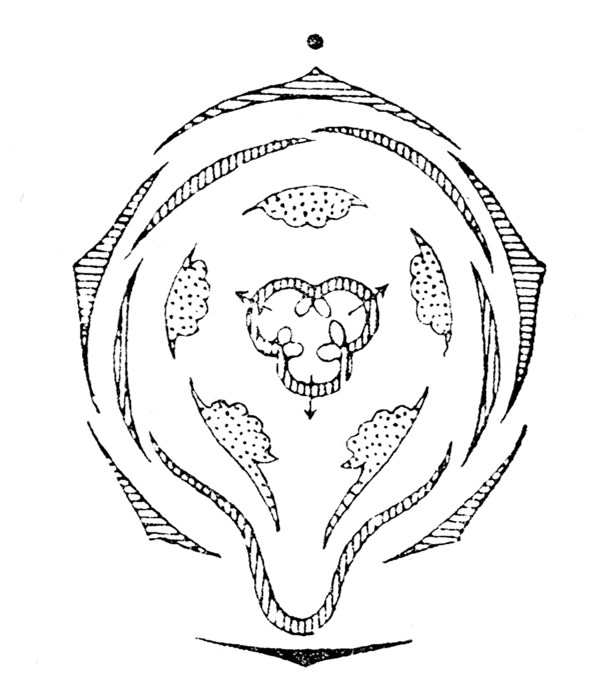
Blütendiagramm von Viola

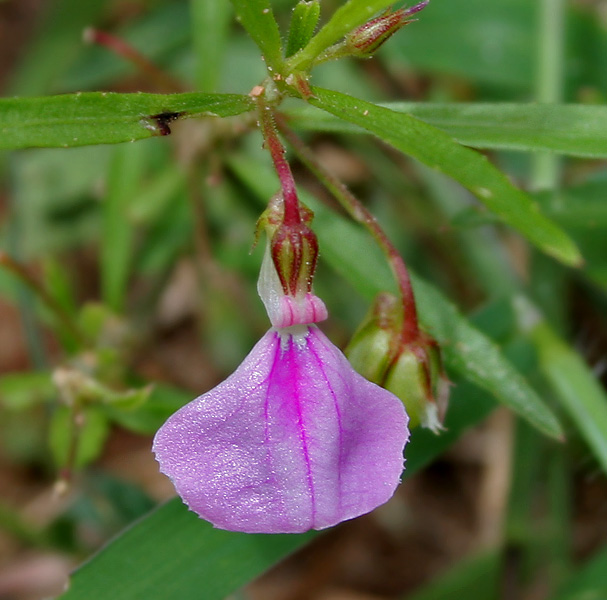
Tribus Violeae: Hybanthus enneaspermus

### Vegetative Merkmale
Es sind einjährige und ausdauernde krautige Pflanzen oder verholzende Pflanzen: Halbsträucher, Sträucher, Bäume und Lianen.
Die Laubblätter sind meist wechselständig und spiralig angeordnet. Die meist einfach, selten geteilte Blattspreite besitzt einen glatten oder gesägten Blattrand. Die Stomata sind anisocytisch oder paracytisch. Viele Arten besitzen Nebenblätter, die laubblattähnlich oder klein sein können.

### Generative Merkmale
Die von zwei Hochblättern umgebenen Blüten stehen einzeln in den Blattachseln oder in unterschiedlich aufgebauten Blütenständen.
Bei den Veilchengewächsen gibt es sowohl Arten mit radiärsymmetrischen als auch Arten mit zygomorphen Blüten. Die meist zwittrigen Blüten sind fünfzählig mit doppelten Perianth. Oft ist ein Sporn vorhanden. Die fünf Kelchblätter sind frei oder nur an ihrer Basis verwachsen. Die fünf Kronblätter sind frei und ungleich. Es ist nur ein Kreis mit fünf Staubblättern vorhanden. Staubfäden sind oft sehr kurz oder fehlen. Meist drei (zwei bis fünf) Fruchtblätter sind zu einem oberständigen Fruchtknoten verwachsen. In parietaler Plazentation stehen in einer Fruchtknotenkammer 1 bis 100 anatrope Samenanlagen. Die Bestäubung erfolgt durch Insekten (Entomophilie).
Bei den meisten Arten bilden Kapselfrüchte. Es gibt jedoch auch Arten, die Beeren oder Nussfrüchte bilden. Bei vielen Arten besitzen die großen Samen einen Arillus, sodass sie oft von Ameisen verschleppt werden. Das reichliche Endosperm ist fleischig. Der Embryo ist aufrecht.

## Systematik
Die Familie Violaceae wurde 1802 durch August Johann Georg Karl Batsch in Tabula Affinitatum Regni Vegetabilis, 57 unter dem Namen „Violariae“ aufgestellt. Typusgattung ist Viola. Synonyme für Violaceae Batsch sind: Alsodeiaceae J.Agardh und Leoniaceae A.DC.

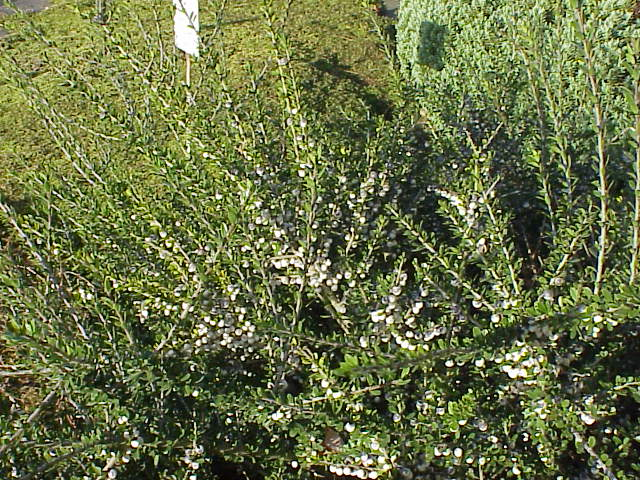
Tribus Rinoreeae: Melicytus crassifolius, ein Strauch

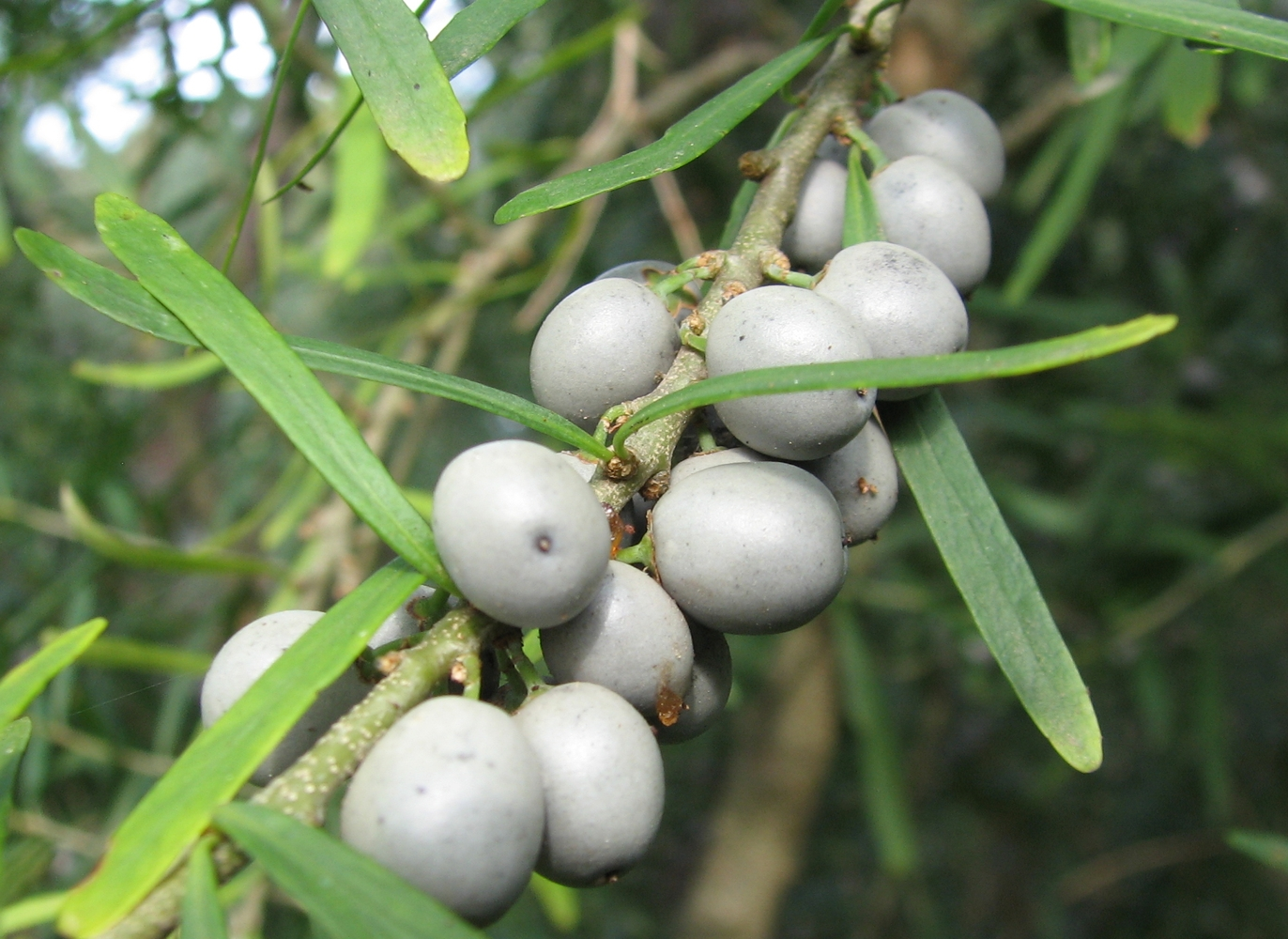
Tribus Rinoreeae: Zweig mit Beeren von Melicytus dentatus

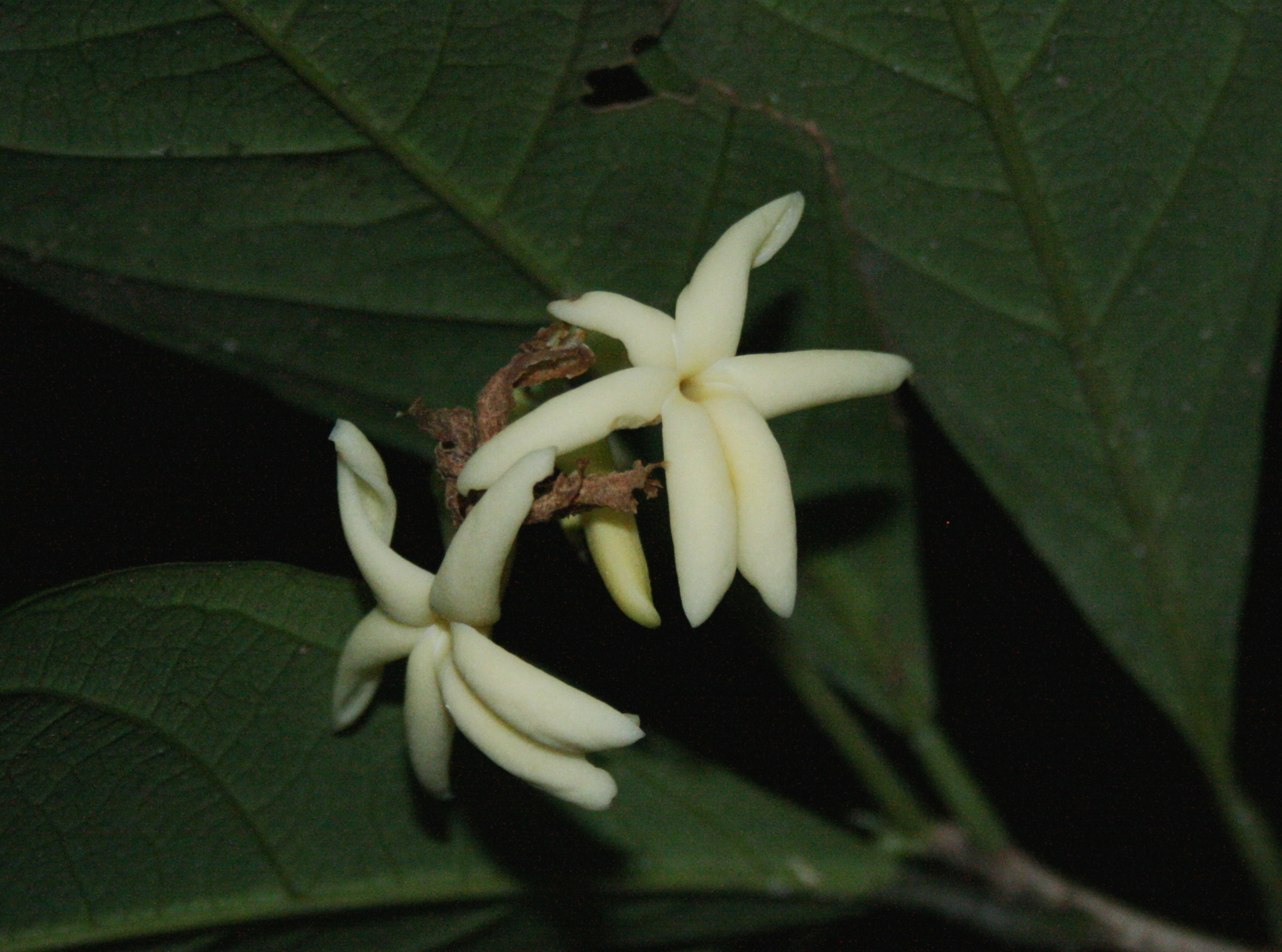
Tribus Rinoreeae: Blüten von Amphirrhox longifolia

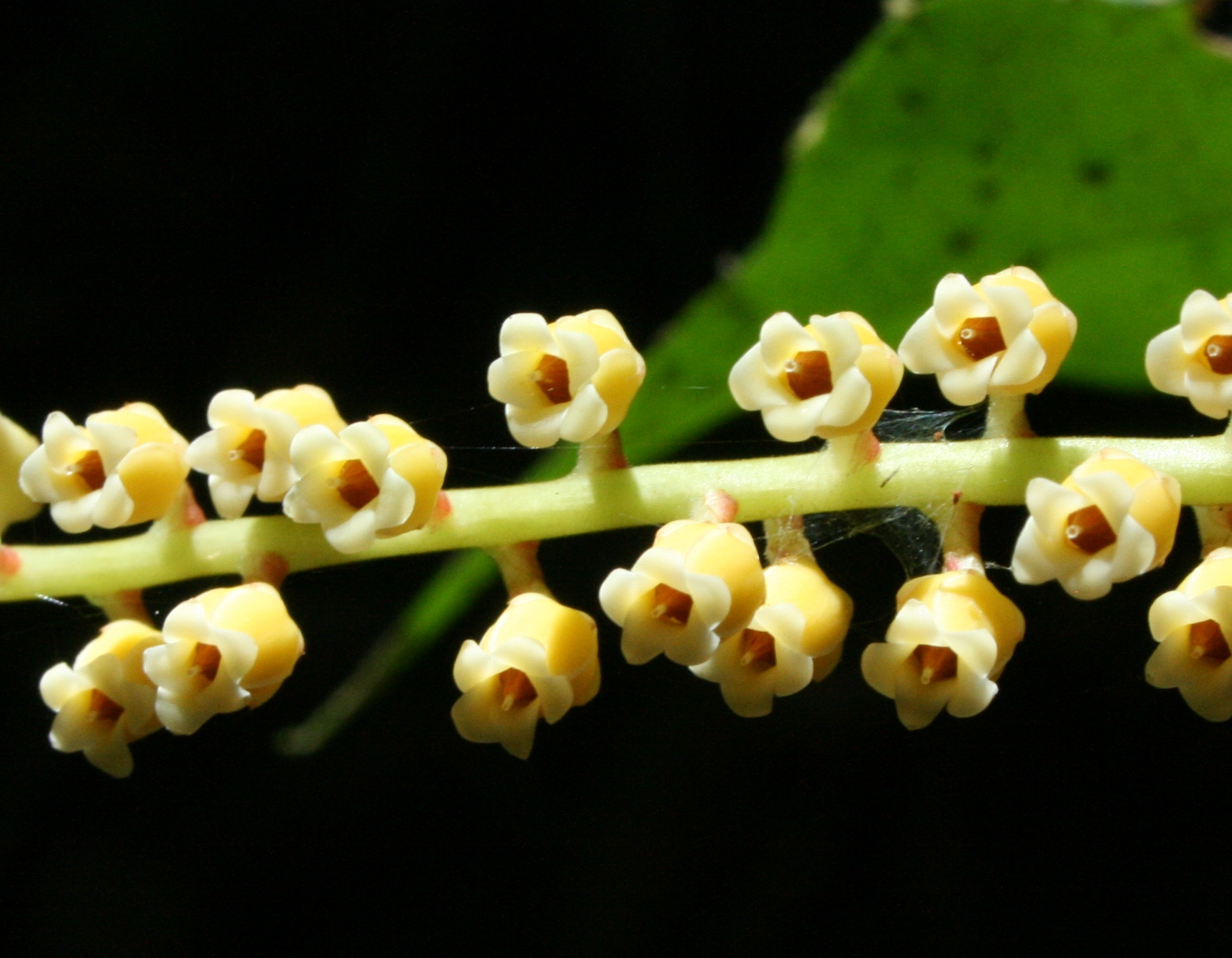
Tribus Rinoreeae: Ausschnitt eines Blütenstandes von Rinorea melanodonta

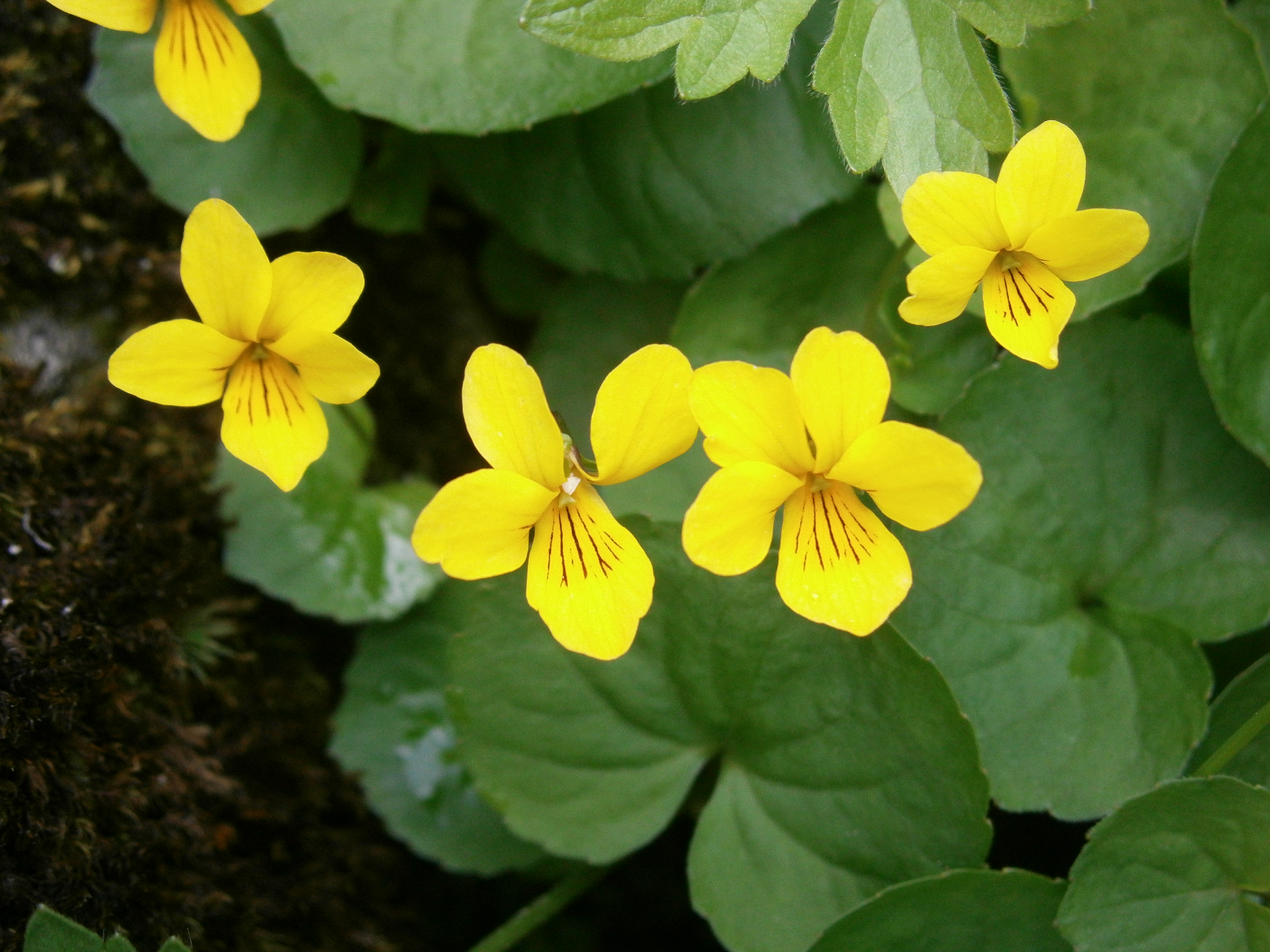
Tribus Violeae: Zweiblütiges Veilchen (Viola biflora)

Die Familie Violaceae wird in drei Unterfamilien: Violoideae gegliedert in Tribus sowie Subtribus mit den meisten Gattungen sowie Arten und die zwei monogenerischen, artenarmen Leonioideae sowie Fusispermoideae gegliedert. Sie enthält etwa 23 Gattungen mit 800 bis 1000 Arten:
Unterfamilie Fusispermoideae Hekking: Sie enthält nur eine Gattung:
- Fusispermum Cuatrec.: Die drei Arten kommen in Panama, Kolumbien und Peru vor.

Unterfamilie Leonioideae: Sie enthält nur eine Gattung:
- Leonia Ruiz & Pav.: Sie enthält etwa 24 Arten im tropischen Mittel- und Südamerika.

Unterfamilie Violoideae Beilschmied: Sie enthält zwei Tribus und etwa 21 Gattungen:
- Tribus Rinoreeae: Sie enthält vier Subtribus und 13 Gattungen:

- Subtribus Hymenantherinae: Sie enthält nur eine Gattung:

- Melicytus J.R.Forst. & G.Forst. (Syn.: Hymenanthera R.Br.): Mit etwa 19 Arten, die vom Australien bis zu den Inseln im südwestlichen Pazifik vorkommen.

- Subtribus Isodendriinae: Sie enthält nur eine Gattung:

- Isodendrion A.Gray: Mit etwa vier Arten, die auf Hawaii vorkommen.

- Subtribus Paypayrolinae: Sie enthält etwa fünf Gattungen:

- Amphirrhox Spreng.: Sie enthält nur zwei Arten, die in Brasilien vorkommen.
- Hekkingia H.E.Ballard & Munzinger: Mit nur einer Art:

- Hekkingia bordenavei H.E.Ballard & Munzinger; sie kommt in Französisch Guiana vor.

- Paypayrola Aubl.: Sie enthält etwa acht Arten, die im tropischen Südamerika vorkommen.

- Subtribus Rinoreinae: Sie enthält etwa fünf Gattungen:

- Allexis Pierre: Sie enthält etwa vier Arten, die im tropischen Westafrika vorkommen.
- Decorsella A.Chev. (Syn.: Gymnorinorea Keay): Sie enthält nur eine Art:

- Decorsella paradoxa A.Chev.; sie kommt in Afrika (Elfenbeinküste) vor.

- Gloeospermum Triana & Planch.: Sie enthält etwa 12 Arten, die im tropischen Amerika vorkommen.
- Rinorea Aubl. (einschließlich Alsodeia Thouars, Phyllanoa Croizat, Scyphellandra Thwaites): Sie enthält 160 bis 270 Arten.
- Rinoreocarpus Ducke: Sie enthält nur eine Art:

- Rinoreocarpus ulei (Melch.) Ducke; sie kommt in Südamerika vor.

- Tribus Violeae: Sie enthält etwa zehn Gattungen:

- Agatea A.Gray (einschließlich Agation Brongn.): Sie enthält etwa sechs Arten, die in Neukaledonien vorkommen.
- Anchietea A.St.-Hil.: Sie enthält etwa acht Arten, die im tropischen Südamerika vorkommen.
- Corynostylis Mart.: Sie enthält etwa vier Arten im tropischen Amerika.
- Hybanthopsis Paula-Souza: Mit nur einer Art:

- Hybanthopsis bahiensis Paula-Souza; sie kommt in Brasilien (Bahia) vor.

- Hybanthus Jacq. (einschließlich Acentra Phil., Clelandia J.M.Black, Cubelium Raf. ex Britton & A.Br., Ionidium Vent., Pigea DC.): Sie enthält 90 bis 150 Arten, ist aber in dem Umfang polyphyletisch.
- Mayanaea Lundell: Mit nur einer Art:

- Mayanaea caudata (Lundell) Lundell; sie kommt in Guatemala vor.

- Noisettia Kunth: Mit nur einer Art:

- Noisettia orchidiflora (Rudge) Gingins; sie kommt in Venezuela vor.

- Orthion Standl. & Steyerm.: Mit etwa sechs Arten, die in Mexiko, Guatemala, Belize, Nicaragua und Costa Rica vorkommen.
- Schweiggeria Spreng.: Mit etwa zwei Arten in Mexiko und Brasilien.
- Veilchen (Viola L.) (einschließlich Erpetion Sweet, Mnemion Spach): Sie enthält 400 bis 600 Arten.